# Седлікув
Седлікув (пол. Siedlików, нім. Siedlikow, 1939-45: Althütte) — село в Польщі, у гміні Остшешув Остшешовського повіту Великопольського воєводства.
Населення — 1092 особи (2011).
У 1975-1998 роках село належало до Каліського воєводства.

## Демографія
Демографічна структура станом на 31 березня 2011 року:
|          | Загалом | Допрацездатний вік | Працездатний вік | Постпрацездатний вік |
| -------- | ------- | ------------------ | ---------------- | -------------------- |
| Чоловіки | 550     | 152                | 343              | 55                   |
| Жінки    | 542     | 120                | 312              | 110                  |
| Разом    | 1092    | 272                | 655              | 165                  |